# Pieśni op. 74 (Chopin)
Pieśni op. 74 – zbiór 19 pieśni Fryderyka Chopina, skomponowanych na głos (sopran i tenor) oraz fortepian w latach 1827–1847.
Pieśni powstały do słów znanych polskich poetów romantyzmu, przede wszystkim Stefana Witwickiego. Opublikowane zostały przez Juliana Fontanę w 1859 – to wydanie zawierało 17 pieśni.

## Życzenieop. 74 nr 1
Pieśń w tonacji G-dur, napisana w 1827. Jest jedną z najważniejszych, a zarazem najsłynniejszych utworów Chopina tego gatunku. Napisana do słów S. Witwickiego. Przeznaczona na sopran.
Pierwszy wers: Gdybym to ja była słoneczkiem na niebie.
- pełny tekst pieśni

## Wiosnaop. 74 nr 2
Pieśń w tonacji g-moll, napisana w 1838 do słów S. Witwickiego.
Pierwszy wers: Błyszczą krople rosy.
- pełny tekst pieśni

## Smutna rzekaop. 74 nr 3
Pieśń w tonacji fis-moll, napisana w 1831 do słów S. Witwickiego.
Pierwszy wers: Rzeko z cudzoziemców strony
- pełny tekst pieśni

## Hulankaop. 74 nr 4
Pieśń w tonacji C-dur, napisana w 1830 do słów S. Witwickiego.
Pierwszy wers: Szynkareczko
- pełny tekst pieśni

## Gdzie lubiop. 74 nr 5
Pieśń w tonacji A-dur, napisana w 1829 do słów S. Witwickiego.
Pierwszy wers: Strumyk lubi w dolinie
- pełny tekst pieśni

## Precz z moich oczuop. 74 nr 6
Pieśń w tonacji f-moll, napisana w 1827 do słów A. Mickiewicza. Pierwsza pieśń napisana przez Chopina.
Pierwszy wers: Precz z moich oczu!
- pełny tekst pieśni

## Posełop. 74 nr 7
Pieśń w tonacji D-dur, napisana w 1831 do słów S. Witwickiego.
- pełny tekst pieśni

Pierwszy wers: Błysło ranne ziółko

## Śliczny chłopiecop. 74 nr 8
Pieśń w tonacji D-dur, napisana w 1841 do słów B. Zaleskiego.
Pierwszy wers: Wzniosły, smukły i młody
- pełny tekst pieśni.

## Melodiaop. 74 nr 9
Pieśń w tonacji G-dur, napisana w 1847 do słów Z. Krasińskiego.
Pierwszy wers: Z gór, gdzie dźwigali
- pełny tekst pieśni

## Wojakop. 74 nr 10
Pieśń w tonacji As-dur, napisana w 1831 do słów S. Witwickiego.
Pierwszy wers: Rży mój gniady, ziemię grzebie
- pełny tekst pieśni

## Dwojaki koniecop. 74 nr 11
Pieśń w tonacji d-moll, napisana w 1845 do słów B. Zaleskiego.
Pierwszy wers: Rok się kochali, a wiek nie widzieli
- pełny tekst pieśni

## Moja pieszczotkaop. 74 nr 12
Pieśń w tonacji Ges-dur, napisana w 1847 do słów A. Mickiewicza. Ostatnie dzieło gatunku kompozytora.
Pierwszy wers: Moja pieszczotka
- pełny tekst pieśni

## Nie ma czego trzebaop. 74 nr 13
Pieśń w tonacji a-moll, napisana do słów B. Zaleskiego.
Pierwszy wers: Mgła mi do oczu zawiwa z łona
- pełny tekst pieśni

## Pierścieńop. 74 nr 14
Pieśń w tonacji Es-dur, napisana w 1836 do słów S. Witwickiego.
Pierwszy wers: Smutno niańki ci śpiewały
- pełny tekst pieśni

## Narzeczonyop. 74 nr 15
Pieśń w tonacji c-moll, napisana w 1831 do słów S. Witwickiego.
Pierwszy wers: Wiatr zaszumiał między krzewy
Słowa:
Wiatr zaszumiał między krzewy,
Niewczas, niewczas, koniu!
Niewczas, chłopcze czarnobrewy,
Lecisz tu, po błoniu.
Czy nie widzisz tam nad lasem
Tego kruków stada?
Jak podleci, krąży czasem
I w las znów zapada?
Gdzieżeś, gdzieżeś, dziewczę, hoże?
Czemuż nie wybieży?
Jakże, jakże wybiec może,
Kiedy wgrobie leży?
O, puszczajcie! Żal mnie tłoczy,
Niech zobaczę onę!
Czy konając piękne oczy
Zwróciła w mą stronę?
Gdy usłyszy me wołanie,
Płacz mój nad swą głową,
Może z trumny jeszcze wstanie,
Zacznie żyć na nowo!

## Piosnka litewskaop. 74 nr 16
Pieśń w tonacji F-dur, napisana w 1831 do słów L. Osińskiego.
Tekst:
Bardzo raniuchno wschodziło słoneczko,
Mama przy szklannym okienku siedziała,
"Skąd że to", pyta, "powracasz córeczko?
Gdzieś twój wianeczek na głowie zmaczała?"
"Kto tak raniuchno musi wodę nosić,
Nie dziw, że może swój wianeczek zrosić."
"Ej, zmyślasz, dziecię! Ej, zmyślasz, dziecię!
Tyś zapewne, tyś zapewne w pole,
Z twoim młodzianem gawędzić pobiegła."
"Prawda, prawda, Matusiu, prawdę wyznać wolę,
Mojegom w polu młodziana spostrzegła,
Kilka chwil tylko zeszło na rozmowie,
Tym czasem wianek zrosił się na głowie."

## Leci liście z drzewa (Śpiew z mogiły)op. 74 nr 17
Pieśń w tonacji es-moll, napisana w 1836 do słów W. Pola.
Pierwszy wers: Leci liście z drzewa
Leci liście z drzewa W. Pol. NIFC. [dostęp 2017-12-16]. (pol.).
- pełny tekst pieśni

## Czaryop. 74 nr 18
Pieśń w tonacji d-moll, napisana ok. 1830 do słów Witwickiego. Nie została ona włączona do wydania Fontany z 1859.
Pierwszy wers: To są czary, pewno czary.
- pełny tekst pieśni

## Jakież kwiaty, jakie wianki
Mazur G-dur z albumu Hanki dla Václav Hanka - patrz http://pl.chopin.nifc.pl/chopin/manuscripts/detail/id/123
Słowa Ignacy Maciejowski. Nagrane na płycie CD_ROM nr CDB046 w roku 2009 przez BeArTon.
Pierwszy wers: Jakież kwiaty, jakie wianki 
splotę na cześć Hanki.
- pełny tekst pieśni